# Christel Schulz
Christel Schulz (nach Heirat Christel Homeyer; * 6. April 1921 in Hopsten/Kreis Steinfurt; † 2. August 2014 in Bad Honnef) war eine deutsche Leichtathletin.

## Leben
Schulz war in den Jahren des Zweiten Weltkriegs im Weitsprung, im Hochsprung und im Sprint erfolgreich. Die für die Turngemeinde Münster startende mehrfache deutsche Meisterin sprang als erste Frau der Welt über sechs Meter.
Gelegenheit zur Teilnahme an internationalen Wettkämpfen hatte Christel Schulz nicht: Die Europameisterschaften 1938 in Paris, bei denen Frauen erstmals startberechtigt waren, kamen für sie noch zu früh, und die Europameisterschaften 1946 in Oslo fanden ebenso wie die Olympischen Spiele 1948 in London ohne deutsche Beteiligung statt.
Nach dem Krieg studierte sie Biologie, heiratete 1952 den Biologen Bernhard Homeyer und bekam vier Kinder.

## Weltrekorde
- Am 8. Juli 1939 sprang Christel Schulz in Berlin mit 5,92 m Juniorenweltrekord. Sie verbesserte damit die bisherige Bestmarke ihrer Landsfrau Irmgard Praetz aus dem Jahr 1938 um vier Zentimeter. Dieser Rekord hatte 18 Jahre lang Bestand: Erst 1957 wurde er von der 16-jährigen Neuseeländerin Beverly Weigel auf 6,23 m verbessert.
- Am 30. Juli 1939 gelang Christel Schulz beim ISTAF in Berlin als erster Frau ein Sprung über sechs Meter: Mit 6,12 m besiegte sie die Niederländerin Fanny Blankers-Koen (die mit 5,97 m ebenfalls eine hervorragende Weite erzielte) und verbesserte den elf Jahre alten Weltrekord der Japanerin Kinue Hitomi, die 1928 in Osaka 5,98 m gesprungen war, um 14 Zentimeter. Diese Leistung wurde vier Jahre später von Fanny Blankers-Koen mit 6,25 m deutlich überboten, blieb als deutscher Rekord jedoch mehr als zehn Jahre lang erhalten: Erst im September 1949 schraubte Elfriede Brunemann, die Deutsche Weitsprungmeisterin der Jahre 1943, 46, 47 und 49, ihn auf 6,21 m.

## Deutsche Meisterschaften
- 100 m: Meisterin 1942 (12,4 s) und 1943 (12,5 s), beide Male vor Elfriede Biess und Ida Kühnel (der Schlussläuferin der 4 × 100-m-Staffel, die bei den Europameisterschaften 1938 Gold gewonnen hatte)
- Weitsprung: Meisterin 1939 (5,92 m), 1941 (5,90 m) und 1942 (5,99 m)
- Hochsprung: Dritte 1942

In den Jahren 1944 und 1945 wurden keine Deutschen Meisterschaften ausgetragen.

## Bestleistungen/Erfolge
- 100 m: 12,2 s
- 200 m: 26,2 s
- Weitsprung: 6,12 m
- Hochsprung: 1,58 m
- 5 Deutsche Meistertitel
- 3 Länderkämpfe
- 8 Westfalenrekorde